# Vicariato apostolico di Quetta
Il vicariato apostolico di Quetta (in latino Vicariatus Apostolicus Quettensis) è una sede della Chiesa cattolica in Pakistan immediatamente soggetta alla Santa Sede. Nel 2022 contava 34.000 battezzati su 12.574.000 abitanti. È retto dal vescovo Khalid Rehmat, O.F.M.Cap.

## Territorio
Il vicariato apostolico comprende l'intera provincia del Belucistan nella parte centro-occidentale del Pakistan, coprendo il 44% del territorio nazionale.
Sede del vicariato è la città di Quetta, dove si trova la cattedrale del Santo Rosario.
Il territorio è suddiviso in 9 parrocchie.

## Storia
La prefettura apostolica di Quetta fu eretta il 9 novembre 2001 con la bolla Spectantibus cunctis di papa Giovanni Paolo II, ricavandone il territorio dall'arcidiocesi di Karachi e dalla diocesi di Hyderabad in Pakistan.
Il 29 aprile 2010 la prefettura apostolica è stata elevata a vicariato apostolico con la bolla Singulari quidem di papa Benedetto XVI.

## Cronotassi dei vescovi
Si omettono i periodi di sede vacante non superiori ai 2 anni o non storicamente accertati.
- Victor Gnanapragasam, O.M.I. † (9 novembre 2001 - 12 dicembre 2020 deceduto)
- Khalid Rehmat, O.F.M.Cap., dal 1º gennaio 2021

## Statistiche
Il vicariato apostolico nel 2022 su una popolazione di 12.574.000 persone contava 34.000 battezzati, corrispondenti allo 0,3% del totale.
| anno | popolazione | popolazione | popolazione | presbiteri | presbiteri | presbiteri | presbiteri                | diaconi | religiosi | religiosi | parrocchie |
| anno | battezzati  | totale      | %           | numero     | secolari   | regolari   | battezzati per presbitero | diaconi | uomini    | donne     | parrocchie |
| ---- | ----------- | ----------- | ----------- | ---------- | ---------- | ---------- | ------------------------- | ------- | --------- | --------- | ---------- |
| 2001 | 27.000      | 5.000.000   | 0,5         | 8          |            | 8          | 3.375                     |         | 8         | 12        |            |
| 2002 | 27.000      | 6.511.358   | 0,4         | 7          | 2          | 5          | 3.857                     |         | 6         | 14        | 5          |
| 2003 | 27.555      | 6.511.358   | 0,4         | 10         | 1          | 9          | 2.755                     |         | 9         | 15        | 5          |
| 2004 | 27.902      | 6.511.358   | 0,4         | 9          | 1          | 8          | 3.100                     |         | 11        | 16        | 5          |
| 2010 | 30.518      | 7.296.000   | 0,4         | 13         |            | 13         | 2.347                     |         | 13        | 24        | 8          |
| 2014 | 31.968      | 7.863.000   | 0,4         | 9          |            | 9          | 3.552                     |         | 12        | 19        | 9          |
| 2017 | 32.632      | 9.390.365   | 0,3         | 8          |            | 8          | 4.079                     |         | 9         | 17        | 9          |
| 2020 | 33.388      | 12.961.752  | 0,3         | 15         | 7          | 8          | 2.225                     |         | 8         | 19        | 9          |
| 2022 | 34.000      | 12.574.000  | 0,3         | 14         | 7          | 7          | 2.428                     |         | 7         | 18        | 9          |